# Cymbacephalus
Cymbacephalus – rodzaj ryb skorpenokształtnych z rodziny płaskogłowowatych.

## Klasyfikacja
Gatunki zaliczane do tego rodzaju:

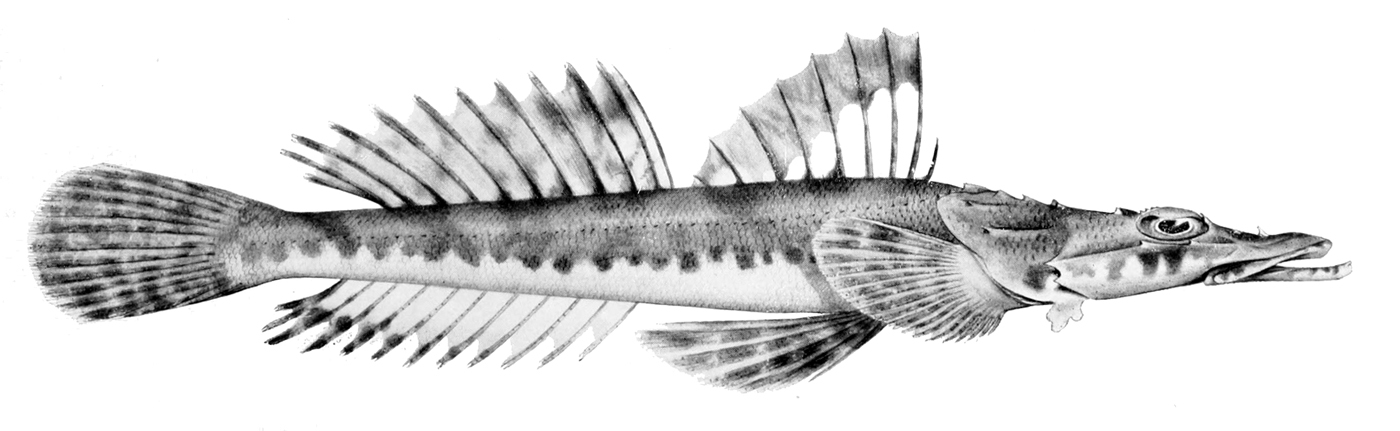
Cymbacephalus beauforti
- Cymbacephalus bosschei
- Cymbacephalus nematophthalmus
- Cymbacephalus staigeri

- Cymbacephalus staigeri